# Haus Kliffende

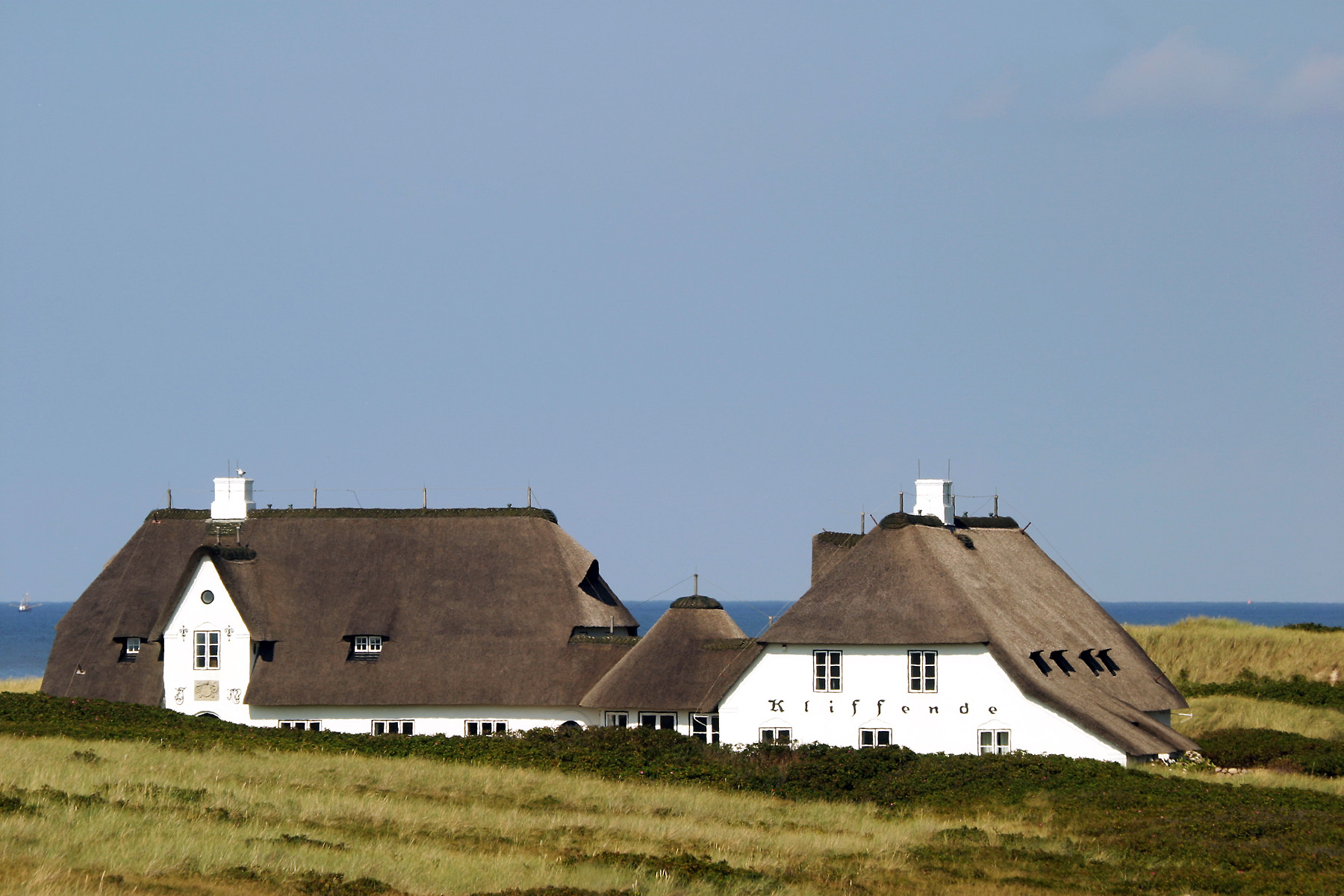
Haus Kliffende

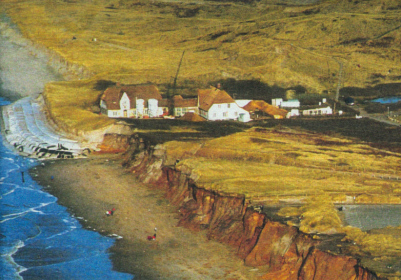
Sandcontainer aus Geotextilien vor dem Anwesen Kliffende

Haus Kliffende ist ein Wohnhaus in Kampen auf der Insel Sylt. Es markiert das Ende des Roten Kliffs und war lange durch seine Lage nahe der Abbruchkante vom Untergang bedroht.

## Geschichte
Das Haus entstand 1923 nach einem Entwurf des Architekten Walther Baedeker im Auftrag von Heinrich Tiedemann, einem in Berlin ansässigen Buchhändler und Antiquar. Tiedemann schenkte es 1925 seiner Ehefrau, der Schauspielerin Clara Tiedemann (1891–1966), die das Haus Kliffende bis 1955 als Gästehaus führte. Hier beherbergte sie Persönlichkeiten wie Thomas Mann, Ernst Rowohlt, Emil Nolde, aber auch Hermann Göring. Thomas Mann schrieb in das Gästebuch:

„Nicht Glück oder Unglück – der Tiefgang des Lebens ist es, worauf es ankommt. An diesem erschütternden Meere habe ich tief gelebt, und was es aufregte, das wird, gebe es Gott, irgendwie einmal ehrenhaft fruchtbar werden. Auch will ich wiederkommen. Man sollte freilich wohl nie wiederholen wollen, denn von vornherein ist gewiß, daß es das andere Mal anders sein wird. Aber schon aus Dankbarkeit will ich wiederkehren: dem dauerhaften Gefühl des Dankes, den ich hiermit den Wirten dieses guten Hauses von Herzen abstatte.“

„Wir reisen wieder einmal. Wie gut, daß Kliffende bleibt.“

Und Emil Nolde schrieb über seinen Aufenthalt in Kliffende:

„In den Nächten spürte ich den blassen kalten Mond, im Schlaf und Traum mich störend, und die Leuchtfeuer blitzten. Wein trank ich, als ob ich Trinker wäre.“

Nach 1955 nutzte die Deutsche Bank das Gebäude als Gästehaus für Mitarbeiter, bevor es Ende der 1990er Jahre an eine Investorengruppe um Clemens Vedder verkauft und als Privatherberge umgebaut wurde.

## Küstenschutz
In Folge der Sturmfluten im Januar und Februar 1990 lag die Front des Hauses Kliffende weniger als 5,5 Meter von der Abbruchkante entfernt. Um einen Totalverlust des Gebäudes durch weitere Sturmfluten zu verhindern, wurden zwischen September und Dezember 1990 zehn Lagen geotextiler Sandcontainer auf ca. 165 Metern Küstenlänge vor dem Haus verbaut. Die Aufgabe der dadurch entstandenen künstlichen Düne ist es, ein weiteres Abbrechen des Kliffs zu verhindern und vor dem Haus eine zweite „Verteidigungslinie“ aufzubauen, sobald das Sanddepot aus den Vorspülungen durch hydrodynamische Belastungen aufgezehrt worden ist.
Das Bauwerk hat in der Folge diversen heftigen Stürmen mit Windgeschwindigkeiten von bis zu 200 km/h standgehalten. Im Verlauf dieser Sturmfluten wurde das geotextile Bauwerk ab und an ein wenig freigespült, aber immer zeitnah durch Bagger wieder mit Sand abgedeckt. Auch aufgrund des angepflanzten Strandhafers ist die Düne mittlerweile erheblich angewachsen. Sie zeigte sich stets als beständig und zuverlässig, sodass Schäden am Haus Kliffende erfolgreich verhindert werden konnten.

## Gäste des Hauses Kliffende
- Roland Freisler (1893–1945), Nationalsozialist und Präsident des Volksgerichtshofs
- Carl Friedberg (1872–1955), deutscher Pianist und Musikpädagoge
- Hermann Göring (1893–1946), führender nationalsozialistischer Politiker, preußischer Ministerpräsident und Oberbefehlshaber der deutschen Luftwaffe
- Bronisław Huberman (1882–1947), polnischer Violinist
- Friedrich Hollaender (1896–1976), deutscher Revue- und Tonfilmkomponist, Kabarettist und Musikdichter
- Erich Kleiber (1890–1956), österreichischer Dirigent
- Emmi Leisner (1885–1958), deutsche Konzert- und Opernsängerin (Alt)
- Hans Luther (1879–1962), deutscher Politiker und Reichskanzler der Weimarer Republik
- Thomas Mann (1875–1955), deutscher Schriftsteller und einer der bedeutendsten Erzähler des 20. Jahrhunderts
- Katia Mann (1883–1980), Ehefrau des Schriftstellers Thomas Mann
- Johannes Müller (1864–1949), deutscher evangelischer Theologe
- Emil Nolde (1867–1956), deutscher Maler des Expressionismus
- Ernst Rowohlt (1887–1960), deutscher Verleger
- Renée Sintenis (1888–1965), deutsche Bildhauerin und Grafikerin
- Albert Talhoff (1888–1956), Schweizer Schriftsteller und Regisseur
- Ernst Toller (1893–1939), deutscher Schriftsteller, Politiker und linkssozialistischer Revolutionär
- Bruno Walter (1876–1962), deutsch-österreichischer Dirigent, Pianist und Komponist
- Fritz Wichert (1878–1951), deutscher Kunsthistoriker und Direktor der Mannheimer Kunsthalle sowie der Frankfurter Städelschule